# Emi Nakajima
Emi Nakajima (født 27. september 1990) er en japansk fodboldspiller. Hun har spillet for Japans kvindefodboldlandshold.

## Japans fodboldlandshold
| Japans landshold | Japans landshold | Japans landshold |
| År               | Kmp              | Mål              |
| ---------------- | ---------------- | ---------------- |
| 2011             | 2                | 0                |
| 2012             | 0                | 0                |
| 2013             | 7                | 1                |
| 2014             | 12               | 4                |
| 2015             | 3                | 1                |
| 2016             | 7                | 1                |
| 2017             | 15               | 2                |
| 2018             | 19               | 4                |
| Total            | 65               | 13               |